# غائله آذربایجان
غائلهٔ آذربایجان یا بحران سال ۱۹۴۶ ایران اشاره به رویدادهایی دارد که در میان سال‌های ۱۳۲۵ و ۱۳۲۶ خورشیدی در ایران پیش آمد و منجر به تشکیل و سرنگونی حکومت خودمختار آذربایجان و جمهوری مهاباد شد. این بحران یکی از نخستین بحران‌های پس از جنگ جهانی دوم بود.

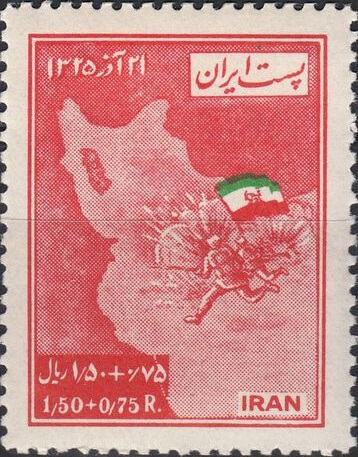
تمبر پستی ایران برای چهارمین سالگرد بازپس‌گیری آذربایجان

در پایان جنگ جهانی دوم قرار بر این بود که پس از تسلیم آلمان اشغال ایران توسط شوروی و بریتانیا پایان پذیرد ولی در عمل شوروی ارتش سرخ را از شمال ایران خارج نکرد و دست به تشکیل حکومت خلق آذربایجان و جمهوری مهاباد زد.
قوام السلطنه، نخست‌وزیر وقت ایران به کمک آمریکایی‌ها عملاً دست به فریب استالین زد و با پیش کشیدن امتیاز نفت شمال که به قرارداد قوام-سادچیکف معروف بود و همچنین همزمانی با فشار و تهدید آمریکا، شوروی از خاک ایران عقب نشست و هر دو حکومت با ورود ارتش شاهنشاهی ایران به سرعت سقوط کردند. بعد از خروج نیروهای شوروی از ایران قوام از نخست‌وزیری استعفا نمود و روس‌ها را از تمامی قول‌هایی که به ایشان داده بود بی‌نصیب گذاشت. این بحران از نخستین رخدادهای جنگ سرد به‌شمار می‌رود.

تصویر صفحۀ یکم از متن اصلی فرمان استالین (زبان روسی) به میرجعفر باقرف دربارهٔ اقدام به تشکیل یک حرکت تجزیه‌طلبانه در آذربایجان و دیگر استان‌های ایران شمالی

## اقدام به تشکیل حرکت‌های تجزیه‌طلبانه در ایران
بر اساس اسنادِ محرمانه که پس از سقوط اتحادیهٔ جماهیر شوروی منتشر شدند، یکی از مهم‌ترین اسناد حزب کمونیست شوروی با برچسب «فوق العاده سرّی» در روز ششم ژوئیهٔ ۱۹۴۵ میلادی، برابر با پانزدهم تیر سال ۱۳۲۴ خورشیدی، در کمیتهٔ مرکزی این حزب برای ایجاد جنبش‌های تجزیه‌طلبانه در آذربایجان ایران و جنوب دریای خزر تصویب شد. همهٔ این اسناد امضای استالین را داشت و او مستقیماً در این موضوع نقش داشته است. در این سند آشکارا گفته شده که برای توسعهٔ حرکت تجزیه‌طلبانه در آذربایجان، حزبی ملی تشکیل شود و به باقروف، تیمور قلی‌اوف و میرزا ابراهیموف وزیر فرهنگ آذربایجان شوروی سپرده شده بود که اقدام‌های لازم در این زمینه را انجام دهند. در این سند حتی نام حزب نیز، یعنی «فرقهٔ دموکرات آذربایجان» پیشنهاد و ذکر شده‌است. از این رو، در میانه تابستان سال ۱۳۲۴ خورشیدی، سران جمهوری آذربایجان به دستور شخص استالین ملزم شدند که خیلی زود دست به کار شوند و در ایران، کسانی را پیدا کنند تا برایشان حزبی با نام «فرقهٔ دموکرات آذربایجان» تأسیس کنند و جدایی‌طلبی را تبلیغ کنند. همچنین در بندی فرمان اقدامات برای جلب کُردهای شمال ایران جنبش جدایی‌طلبانه شده‌است.

### در زنجان
براساس سند ۷۱۰۹۴۰ مرکز اسناد مجلس شورای ملی ( امروزه کتابخانه، موزه و مرکز اسناد مجلس شورای اسلامی) دو برادر به نام‌های احمد رضایی و مظفر رضایی، به عنوان فرماندهان وقت ژاندارمری ایران در سال‌های ۱۳۲۴ و ۱۳۲۵ خورشیدی در منطقه زنجان پس از جنگ جهانی دوم و اشغال ایران بودند. این دو در مقابله با تجزیه طلبی فرقه دموکرات آذربایجان (که بعدها حکومت خودمختار آذربایجان را زیر نظر اتحاد جماهیر شوروی به مدت یک سال تشکیل دادند) و حفظ ایران ایستادگی کردند. گفته شده پس از شکست‌های طرفداران سید جعفر پیشه‌وری و با حمایت ارتش سرخ در منطقه زنجان و ناتوانی ایشان در جهت تجزیه، در نقشه‌ای پیچیده، ابتدا احمد رضایی را مسموم کردند. پس از احمد رضایی، مظفر رضایی که پیشتر نایب (ستوان) بود، به جای برادر به درجه سلطانی (سروانی)، رسیده و به حفاظت از ایران می‌پردازد. اما او هم پس از پیروزی مجدد، پس از یک هفته بعد از مرگ برادر با توطئه کشته می‌شود. در این مرحله نیروهای فرقه دموکرات آذربایجان، در شرایط بی‌فرماندهی ژاندارمری منطقه، زنجان را تصرف کردند. اگرچه، چند ماه بعد در تاریخ ۲۱ آذر ۱۳۲۵ خورشیدی، زنجان به قلمرو ایران بازگشت.